# Dorsten
Dorsten is een stad en gemeente in de Duitse deelstaat Noordrijn-Westfalen, gelegen in de Kreis Recklinghausen. De gemeente telt 74.515 inwoners (31 december 2020) op een oppervlakte van 171,20 km².

## Stadsdelen

Stadsdelen van Dorsten

De gemeente bestaat uit de volgende stadsdelen (tussen haakjes het aantal inwoners per 31 december 2018):
- Altendorf-Ulfkotte (1.939)
- Altstadt (centrum) (4.156)
- Deuten (1.640)
- Feldmark (7.845)
- Hardt (7.553)
- Hervest (13.050)
- Holsterhausen (13.708)
- Lembeck (5.288)
- Östrich (2.025)
- Rhade (5.454)
- Wulfen (bestaande uit  Altwulfen en Barkenberg, ten noordoosten daarvan) (13.725)

## Ligging, verkeer, vervoer
De gemeente ligt deels nog in het Münsterland, deels in het ten zuiden daarvan te situeren Ruhrgebied. De grens tussen die regio's wordt algemeen beschouwd als de rivier de Lippe, die de gemeente aan de noordkant van het oude centrum van Dorsten doorsnijdt.

### Buurgemeenten
In de richting van de wijzers van de klok, beginnend in het noorden:
- Reken (Kreis Borken)
- Haltern am See (Kreis Recklinghausen)
- Marl (Kreis Recklinghausen)
- Gelsenkirchen
- Gladbeck (Kreis Recklinghausen)
- Bottrop (kreisfreie Stadt)
- Schermbeck (Kreis Wesel)
- Raesfeld (Kreis Borken).

### Wegverkeer
Door de gemeente lopen de Autobahn A31, die langs de Nederlandse grens (o.a. Enschede)  zuidwaarts naar het Ruhrgebied loopt en Autobahn A52 (Gelsenkirchen- BAB 43), alsmede de Bundesstraße 58 (Wesel - Haltern am See), Bundesstraße 224 (Raesfeld-Gelsenkirchen) en de  Bundesstraße 225 naar Recklinghausen.

### Openbaar vervoer

#### Treinverkeer
Het station Dorsten ligt aan:
- Spoorlijn Zutphen - Gelsenkirchen-Bismarck

| Serie | Treinsoort                      | Route | Bijzonderheden                                                     |
| ----- | ------------------------------- | --- | ------------------------------------------------------------------ |
| RE 14 | Regional-Express (NordWestBahn) | Essen Hbf – Bottrop Hbf – Gladbeck West – Dorsten – Hervest-Dorsten – Borken (Westf)                                                     | Der Borkener Zondagmorgen 1x per twee uur tussen Dorsten en Borken |
| RB 43 | Regionalbahn (DB Regio NRW)     | Dortmund Hbf – Dortmund-Lütgendortmund Nord – Castrop-Rauxel Süd – Herne – Wanne-Eickel Hbf – Gelsenkirchen Zoo – Gladbeck Ost – Dorsten | Emschertal-Bahn zaterdagavond en zondagochtend 1x per twee uur     |
| RB 44 | Regionalbahn (NordWestBahn)     | Oberhausen Hbf – Oberhausen-Osterfeld Süd – Bottrop Hbf – Gladbeck West – Dorsten                                                        | Der Dorstener                                                      |

Aan deze lijnen heeft ook Hervest-Dorsten (1,5 km ten noorden van station Dorsten en ten noorden van de Lippe), Deuten en Rhade, beide gemeente Dorsten, een stoptreinstation.
- Spoorlijn Bottrop Nord - Quakenbrück

| Serie | Treinsoort                  | Route                                                               | Bijzonderheden                                |
| ----- | --------------------------- | ------------------------------------------------------------------- | --------------------------------------------- |
| RB 45 | Regionalbahn (NordWestBahn) | Dorsten – Hervest-Dorsten – Lembeck – Maria Veen – Coesfeld (Westf) | Der Coesfelder 1x per twee uur in het weekend |

Aan deze lijn hebben ook Hervest-Dorsten (1,5 km ten noorden van station Dorsten en ten noorden van de Lippe)  en Wulfen, gemeente Dorsten, een stoptreinstation.
Het station Dorsten staat aan de zuidoostkant van de stad, op loopafstand van het busstation.

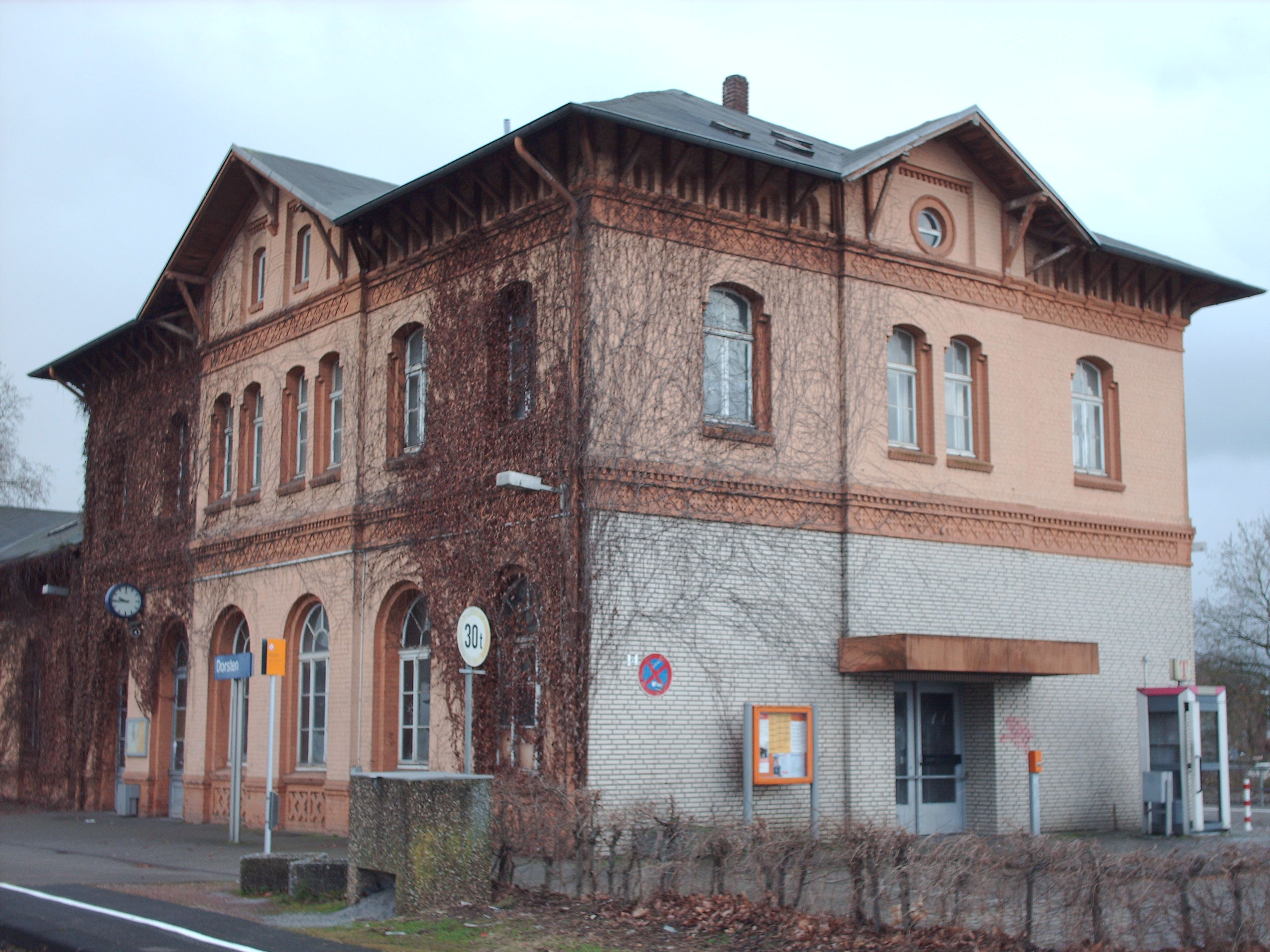
Station Dorsten
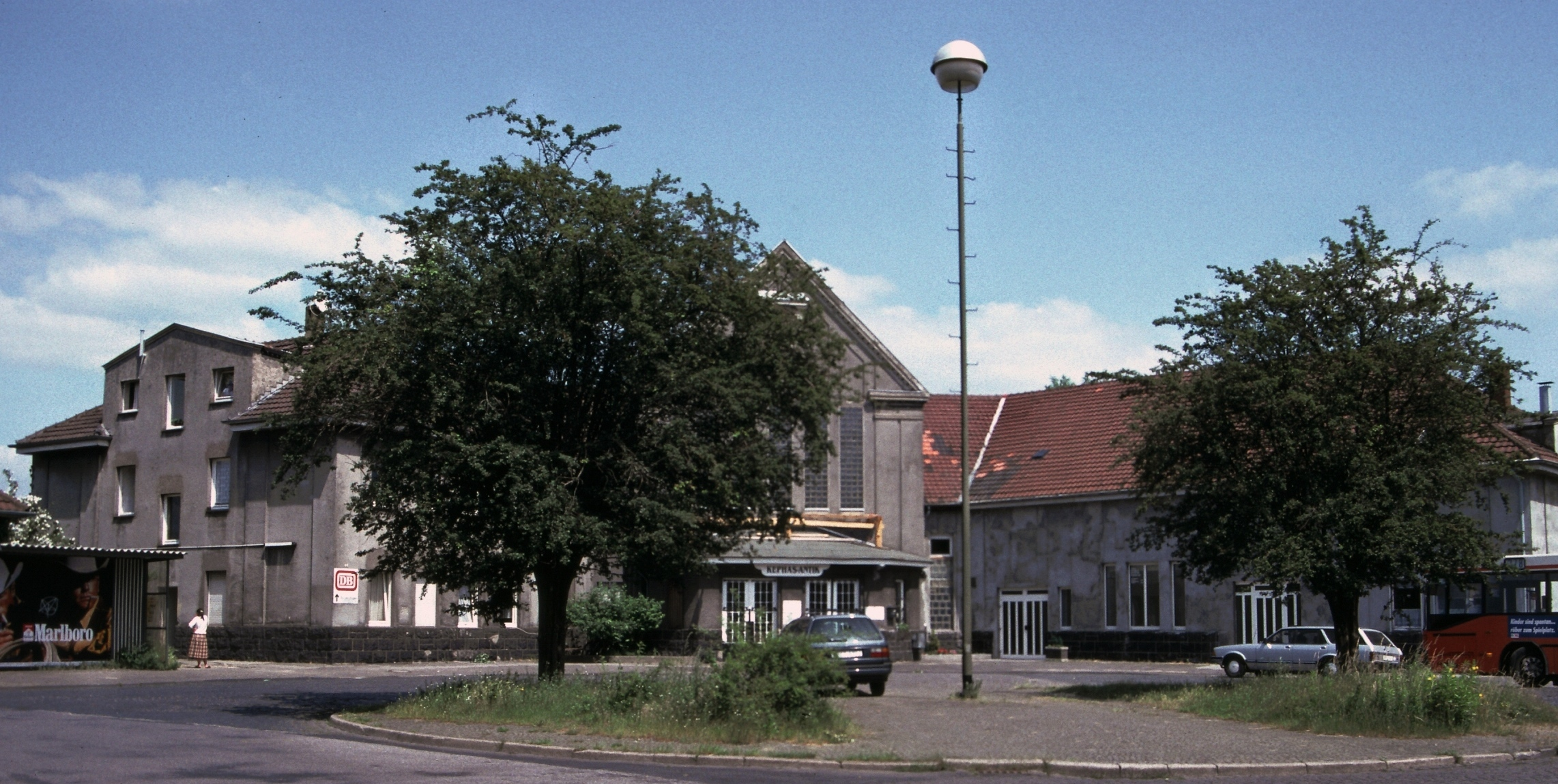
Station Hervest-Dorsten
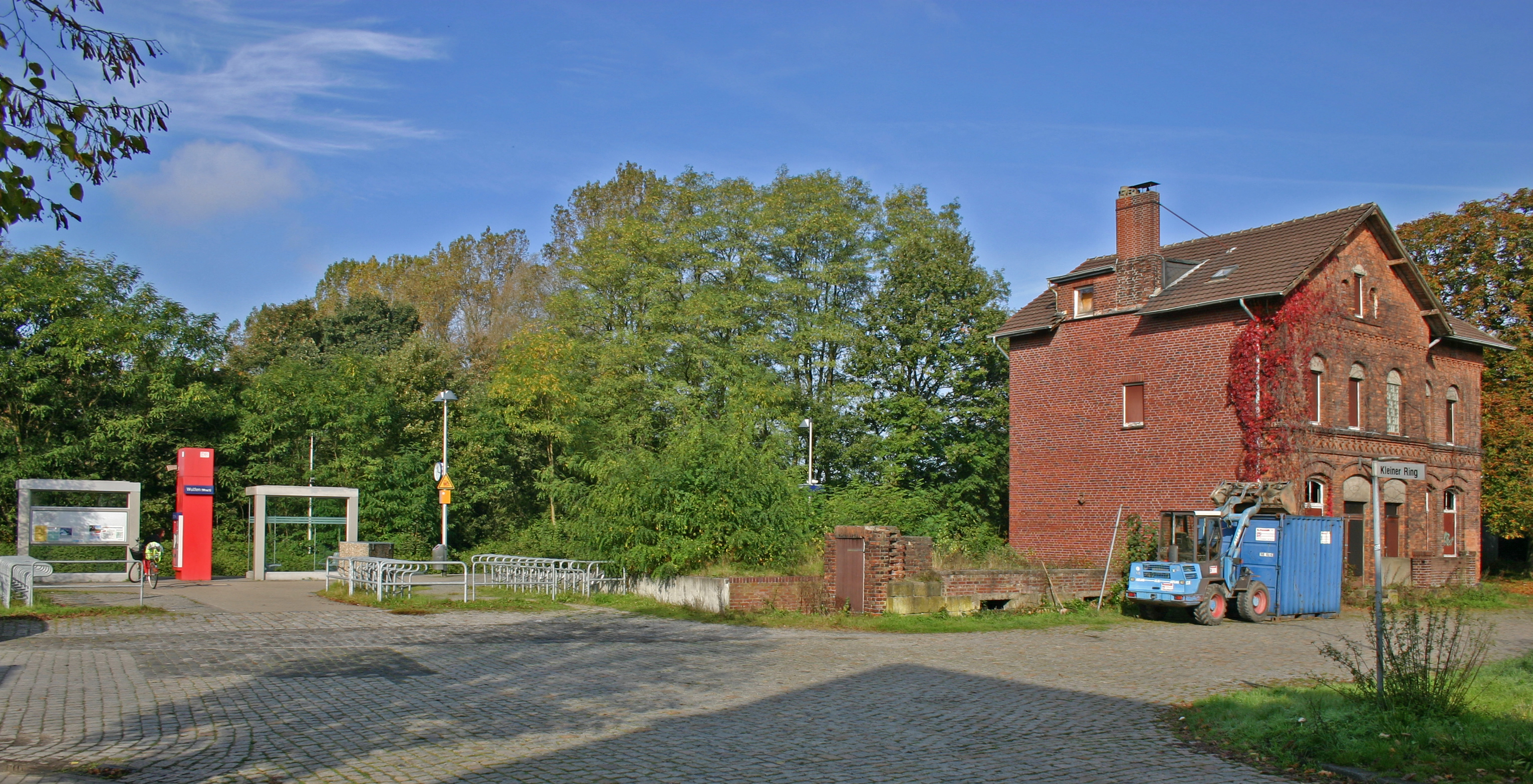
Treinhalte Wulfen aan de lijn naar Coesfeld

#### Busverkeer
Er is een busstation (ZOB) iets  oostelijk van het centrum. De maatschappij Vestische Straßenbahnen GmbH, de vroegere stadstram van  Recklinghausen,  verzorgt van daaruit het busvervoer. Talrijke lijnen verbinden Dorsten met de omliggende plaatsen; sommige echter rijden alleen in de ochtendspits en in de namiddag, als de scholen uitgaan. Het busstation is met het centrum verbonden via een voetgangersbrug over een drukke ringweg heen.

### Waterwegen
Door de gemeente stroomt de Lippe. Direct ten zuiden daarvan loopt de enige voor de scheepvaart belangrijke waterweg, het Wesel-Dattelnkanaal (WDK). Aan dit kanaal heeft de stad een kleine binnenhaven voor de vrachtscheepvaart. Ook is er een marina (jachthaven) en aan het kanaal een aan de watersport gerelateerd recreatieterrein met kinderzwembad.
In het kanaal ligt op grondgebied van Datteln een sluis.
De Lippe en de diverse binnen de gemeentegrenzen daarin uitmondende beken zijn alleen voor de waterhuishouding en vanwege de waarde van de oevers als natuurgebied van belang. Op de Lippe is de kanosport mogelijk.
Het meertje Blauer See in stadsdeel Holsterhausen, ontstaan door zandafgravingen in het begin van de 20e eeuw, dient als wateropslag voor industrieel gebruik, en is niet voor het publiek toegankelijk. Wel kan men eromheen wandelen.

## Bezienswaardigheden, toerisme
- Kasteel Lembeck ruim 1 km ten zuiden van het gelijknamige dorp en is de toeristenattractie in de gemeente.
- Naturpark Hohe Mark: vooral tussen Dorsten, Lembeck en buurgemeente Haltern am See zijn fraaie boswandelingen mogelijk
- Te Dorsten staat, tussen het station en de binnenstad, het Jüdisches Museum Westfalen (Joods Museum Westfalen), gewijd aan het joodse leven en de joodse cultuur in dit deel van Duitsland, met name in de periode kort voor en tijdens de Shoah. Het is een van de belangrijkste musea over dit onderwerp in Duitsland buiten Berlijn.
- Fietstochten maken, ook meerdaagse, in het Münsterland, waarvan het noordelijke deel van de gemeente deel uitmaakt.
- Kanoën op de Lippe
- In stadsdeel Deuten is de uit 1615 daterende en nog geheel maalvaardige Tüshaus-watermolen éénmaal per jaar, op Tweede Pinksterdag, open voor bezichtiging.
- Enkele markante kerkgebouwen, zie afbeeldingen
- De jaarlijks in mei gehouden kleinveemarkt (Tiermarkt) met dorpsfeest te Lembeck trekt gemiddeld meer dan 100.000 bezoekers per keer.

## Economie
Na de laatste mijnsluiting in 2001 is de stad zich gaan heroriënteren op economisch gebied. Men richt zich vooral op het creëren van werkgelegenheid in de transport- en logistieke sector en in dienstverlenende bedrijven. De stad heeft als belangrijke werkgevers in de dienstensector onder andere een Amtsgericht en een ziekenhuis. Ook het toerisme is sterk gegroeid (kasteel Lembeck, fietsen in het Münsterland, kanoën op de Lippe enz.). Wel is, o.a. te Wulfen, nog een aantal kleine en middelgrote industriële en ambachtelijke bedrijven gevestigd (productie van beton en machines; bouwbedrijven enz.).

## Geschiedenis
In de Jonge Steentijd, de Bronstijd en de IJzertijd leefden hier reeds kleine groepen mensen, zoals uit onder andere in 1937 te Rhade gedane archeologische vondsten is gebleken.
Als Clades Lolliana (Latijn: „nederlaag van Lollius“) staat een gevecht bekend tussen Romeinse troepen enerzijds en de Germaanse stammen van de  Sugambren, Tencteren  en Usipeti anderzijds. Het vond plaats in 17 of 16 v. Chr. en eindigde met een nederlaag voor de Romeinen. Duitse historici menen, dat dit gevecht plaatsvond in de huidige gemeente Dorsten, aan de Lippe.
Op de plaats aan de Lippe, waar het huidige Holsterhausen ligt, is het Romeinse leger actief geweest. Aan de noordoever van de Lippe is daar tussen 11 v.C.- 9 n.C. zeker 10 x een tijdelijk Romeins legerkamp (winterkwartier) ingericht. Sporen daarvan, waaronder Romeinse munten, zijn tussen 1952 en 1997 bij archeologische opgravingen teruggevonden.
Dorsten ontstond in de vroege middeleeuwen uit enige groepjes boerderijen aan de Lippe. De bij de enige Lippe-brug in de wijde omgeving gelegen nederzetting Durstine ontwikkelde zich voorspoedig, mede omdat de bisschoppen van Keulen en het graafschap Kleef een akkoord hadden gesloten over wie dit gebied zou besturen, en het verkreeg reeds in 1251 van beide heren samen stadsrechten. De Lippe vormde later de grens met het machtsgebied van het Prinsbisdom Münster, het huidige Münsterland. Dorsten trad in de 14e eeuw toe tot de Hanze.
Vanaf de middeleeuwen tot aan de Napoleontische tijd lag Dorsten meest in het machtsgebied van het  Prinsbisdom Keulen, zij het dat het gebied ten noorden van de Lippe een andere landheer had dan Dorsten zelf. Dit werd, samen met enkele dorpen, die  na 1802 tot aangrenzende gemeenten gingen behoren, vanuit Kasteel Lembeck bestuurd. Wel was deze Heerlijkheid Lembeck onderhorig aan het Prinsbisdom Münster. Mede door de Münsterse en Keulse invloed zijn de meeste christenen in de gemeente tot op de huidige dag rooms-katholiek. In 1588 was de echtgenote van de burgemeester van Dorsten een van de wellicht enige tientallen mensen, die in de late 16e en in de 17e eeuw in  Dorsten de dood vonden als slachtoffer van terdoodveroordeling of foltering bij heksenprocessen.
Het dorp Rhade echter heeft een ietwat afwijkende geschiedenis. In de middeleeuwen behoorde het meestal tot het Hertogdom Kleef en was tot aan de Napoleontische tijd (1803) een regelmatig omstreden grensplaats met het machtsbereik van het Prinsbisdom Münster. In de 20e eeuw werd het dorp uitgebreid met woonwijken, o.a. voor mijnwerkers elders in de gemeente.

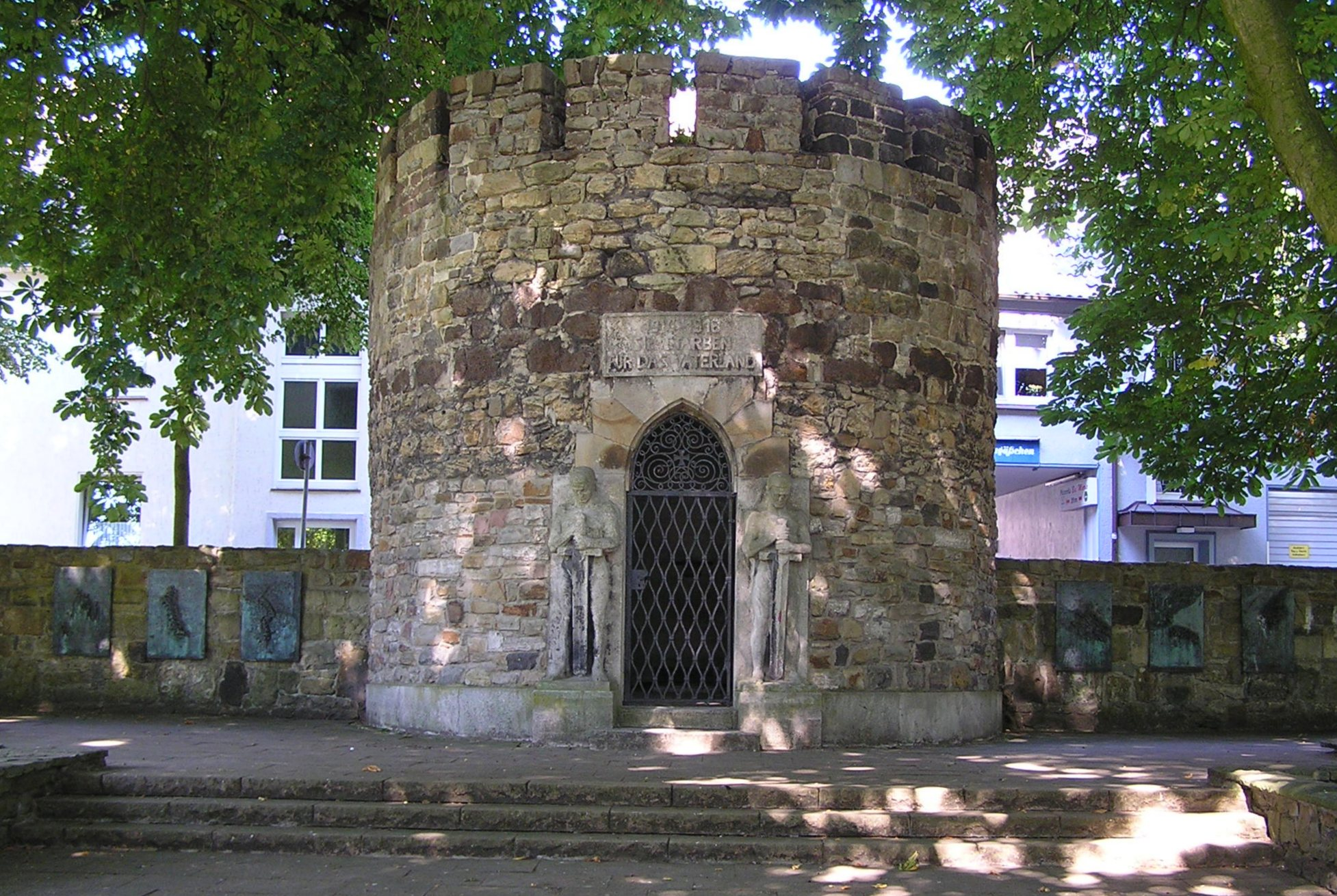
Restant van de stadswallen, in gebruik als monument voor de gevallenen in WO I
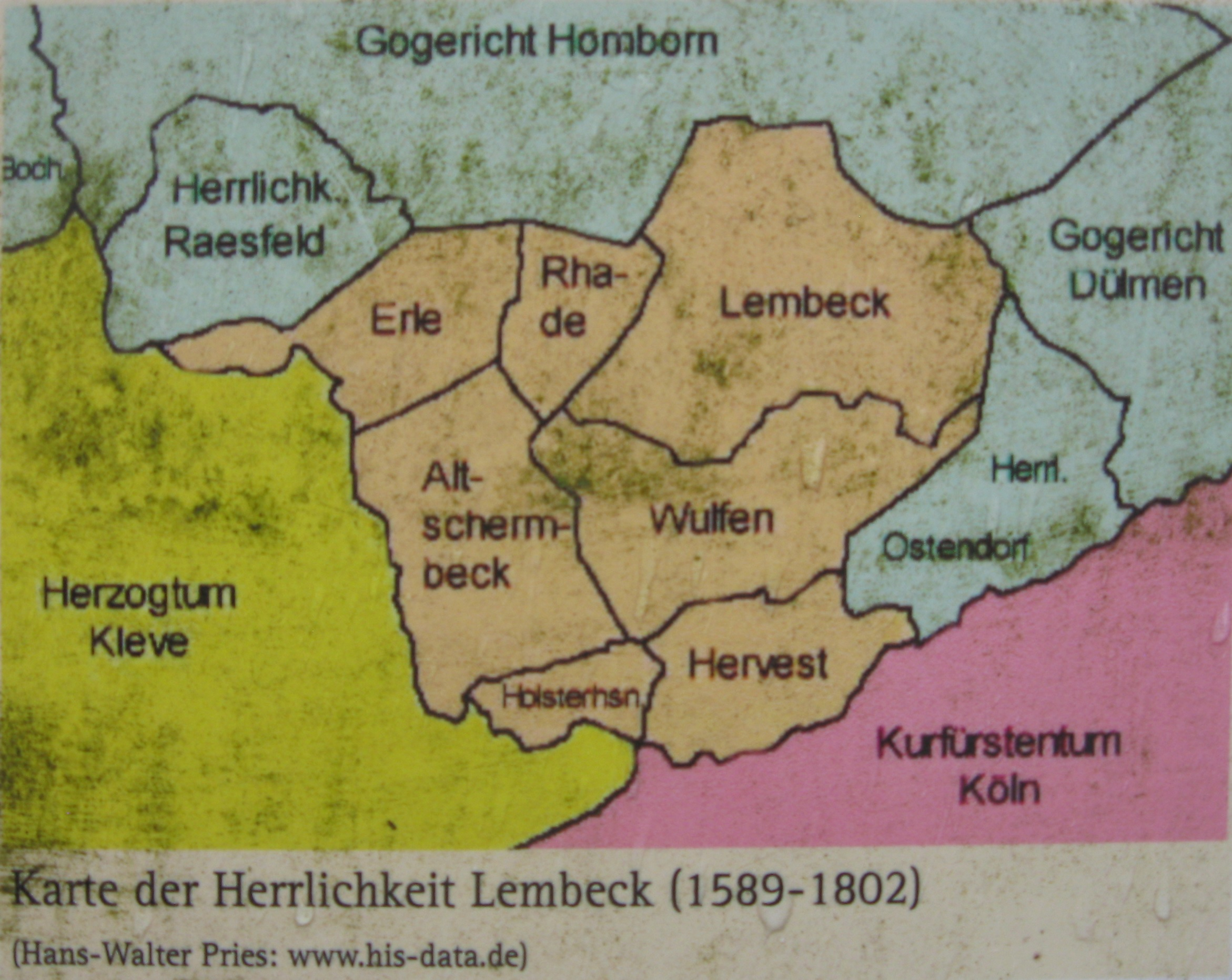
De Heerlijkheid Lembeck
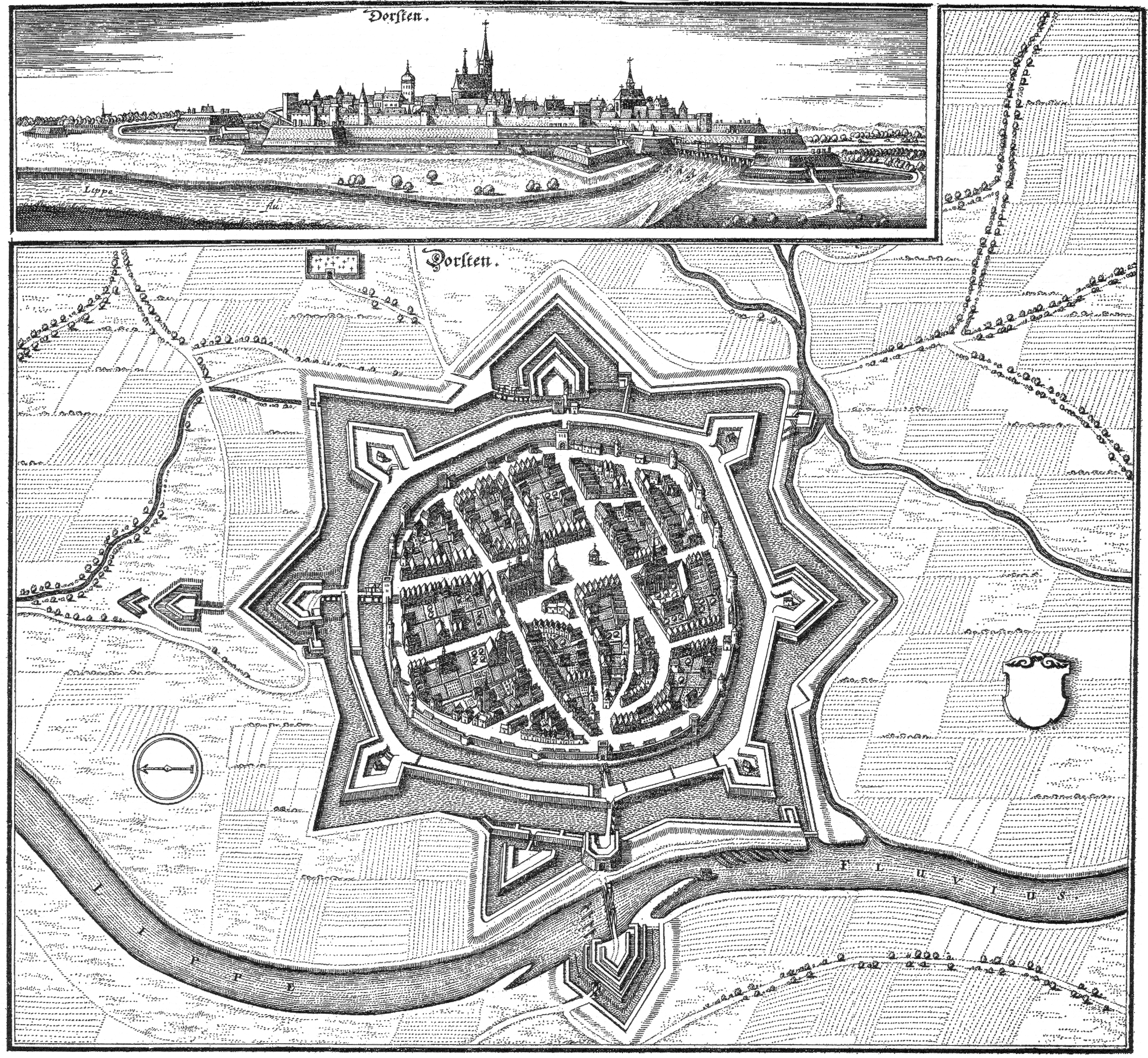
Merian-ets van Dorsten uit 1633; op de plattegrond is het zuiden boven.

Tijdens de Dertigjarige Oorlog had het protestants gezinde Landgraafschap Hessen-Kassel in 1633 kans gezien, Dorsten te veroveren. Men bouwde het stadje direct uit tot een sterke, voor die tijd moderne vesting. De Katholieke Liga  onder Melchior van Hatzfeld-Gleichen en Alexander II van Vehlen sloeg echter op 16 juli 1641 het beleg voor de strategisch belangrijke vestingstad.  Ontzettingslegertjes, onder andere een van 250 man sterkte onder Carl von Rabenhaupt, konden tegen de overmacht uiteindelijk weinig uitrichten. Dorsten, dat regelmatig met artillerie gebombardeerd werd,  viel op 19 september 1641. De stad lag na de verovering geheel in puin en was nagenoeg ontvolkt. Gevolg was, dat Hessen-Kassel zich op de west- (linker-)oever van de Rijn op Jülich moest terugtrekken.
Dorsten is een kloosterstad: de ordes der franciscanen en ursulinen hebben in de oude stad sinds 1488, respectievelijk 1699,  beide een klooster. In de 18e eeuw liet een baronesse von Westerholt te Lembeck een landhuis voor zichzelf bouwen, met kapel. Dit gebouwencomplex heeft na haar dood onder meer als ziekenhuis, en van 1998 tot 2013 als nonnenklooster  van de ongeschoeide karmelitessen gediend.
Ook in Dorsten maakten de nazi's in het kader van Adolf Hitlers antisemitische politiek op 9 november 1938, de Kristallnacht, een einde aan de vrijheid van de Joden in de stad. Dorsten had een traditie van 700 jaar Joods leven gekend, en de Joodse gemeente in de stad was in verhouding tot de grootte van Dorsten belangrijk. Bijna alle Joden uit Dorsten vonden in de jaren tot 1945 de dood in de vernietigingskampen. De Aktion T4, de systematische uitmoording van psychiatrische patiënten door zgn. euthanasie, maakte in de tijd van het Derde Rijk een einde aan het bestaan van het plaatselijke psychiatrische ziekenhuis aan de Lippe.
In Dorsten hadden in de laatste fase van de Tweede Wereldoorlog Duitse militairen belangrijke stellingen  geposteerd, waaronder luchtafweergeschut (Flak). Ook had de firma Krupp er een fabriek, waar waarschijnlijk wapens geproduceerd werden, en had de SS er een strafkamp (Arbeitserziehungslager). Dorsten was, o.a. vanwege de spoor- en verkeersbruggen over de Lippe en het WDK, een toegangspoort vanuit het noorden tot het Ruhrgebied. De stad is dan ook talrijke malen door geallieerde luchtaanvallen beschadigd. Toen de geallieerden in de laatste dagen van maart 1945 Dorsten hadden veroverd, lag de stad voor 80% in puin. Mede daardoor staan er in de stad slechts weinig gebouwen van voor 1900 meer overeind. Een uitzondering vormen de na de oorlog weer gerestaureerde kerkgebouwen. Daartoe behoort de uit 1825 daterende Mattheüskerk te Wulfen, die rond 1950 weer was hersteld. Na de oorlog werd met name Wulfen sterk uitgebreid met woonwijken voor Heimatvertriebene, Duitsers die Silezië in 1945 moesten verlaten, toen dat gebied Pools werd.
In de 19e eeuw kwam ook in Dorsten de textielindustrie op, en in 1912 de winning van de in de bodem aanwezige steenkool. Met name in de stadsdelen Hervest, Holsterhausen en Wulfen was deze de gehele 20e eeuw de steunpilaar van de plaatselijke economie. In de jaren 1960 was er zelfs sprake van, Wulfen tot een aparte mijnwerkersstad met 50.000 inwoners uit te breiden; van deze plannen werd uiteindelijk alleen de uitgebreide, door architecten van naam ontworpen wijk Barkenberg, ten noordoosten van Wulfen, gerealiseerd; een gedeelte van deze wijk is in de jaren na 2000 wegens leegstand weer afgebroken.  In 2001 werd de laatste kolenmijn, de in 1913 geopende Fürst Leopold-mijn gesloten. Van de gebouwen is een deel blijven staan. Er is o.a. een café en een mede op jongeren gericht cultureel  en kunstenaarscentrum in gevestigd (Creativquartier Fürst Leopold).

### Uitbreiding van Dorsten door gemeentelijke herindelingen
- 1 augustus 1929: Ortsteil Hardt van de voormalige gemeente Gahlen
- 1 april 1943: Gemeenten Hervest en Holsterhausen
- 1 januari 1975: Gemeenten Altendorf-Ulfkotte, Lembeck, Rhade, Wulfen; het westelijke gebied van Hardt, het gehucht Emmelkamp bij Holsterhausen en delen van het gehucht Ekel

## Belangrijke personen in relatie tot de gemeente

### Geboren
- Theodor Dorsten (Dorsten, 1492 - Kassel, 18 mei 1552), arts en botanicus, naar wie de plant Dorstenia is genoemd
- Ignatius Johannes Stracké (1789-1875), beeldhouwer, schilder
- Gottfried Stracké (1813-1848), beeldhouwer
- Jean Theodore Stracké (1817-1897), beeldhouwer
- Frans Stracké (1820-1898), beeldhouwer
- Cornelia Funke (1958), kinder- en jeugdboekenschrijfster en illustrator.
- Doris Sander (1958), kunstschilder in Luxemburg
- Frank Rosin (1966), chef-kok in een restaurant te Dorsten, dat twee Michelin-sterren verwierf
- Mark 'Oh (geboren in 1970 als Marko Albrecht),  danceproducer

### Overleden
- Publius Quinctilius Varus kortweg bekend als Varus (Cremona 46 v.Chr. - Germania 9 na Chr.), Romeins veldheer, verliezer van de Slag bij het Teutoburgerwoud; als hij de slag -gewond- overleefd heeft, en in het Romeinse legerkamp gestorven is, dan is dat wellicht op de plaats van het huidige Holsterhausen geweest.
- Johanna Eichmann OSU (* 24 februari 1926 in Münster als Ruth Eichmann; † 23 december 2019 in Dorsten),[6] ereburgeres van Dorsten en Ridder (Kruis van Verdienste aan Lint) in de Orde van Verdienste van de Bondsrepubliek Duitsland.

### Overigen
- Koenraad van Hochstaden (ca. 1205 - 28 september 1261) aartsbisschop van Keulen, verleende Dorsten in 1251 stadsrechten
- Diederik VI van Kleef (circa 1185 - 13 mei of 26 juni 1260) werkte mee aan bovenvermelde stadsrechtverlening

## Zustersteden
- Dormans, Frankrijk (1981)[7]
- Hod Hasjaron, Israël (1994)
- Crawley, Groot-Brittannië (1973)
- Waslala, subregio Waslala, Región Autónoma de la Costa Caribe Norte,  Nicaragua (1984)
- Ernée, Frankrijk (1985)
- Newtownabbey, Groot-Brittannië (1988)
- Hainichen, Duitsland (1990)
- Rybnik, Polen (1994)

## Sport
In Dorsten worden veel verschillende takken van sport beoefend, echter meestal op niet hoger dan regionaal of deelstaatniveau. Met de roeisport ligt dat anders. De plaatselijke roeiclub heeft al verscheidene roeiers, allen mannen, voortgebracht, die wereldkampioen zijn geworden of voor Duitsland medailles behaalden op de Olympische Spelen.

## Afbeeldingen

### Kerkgebouwen e.d.

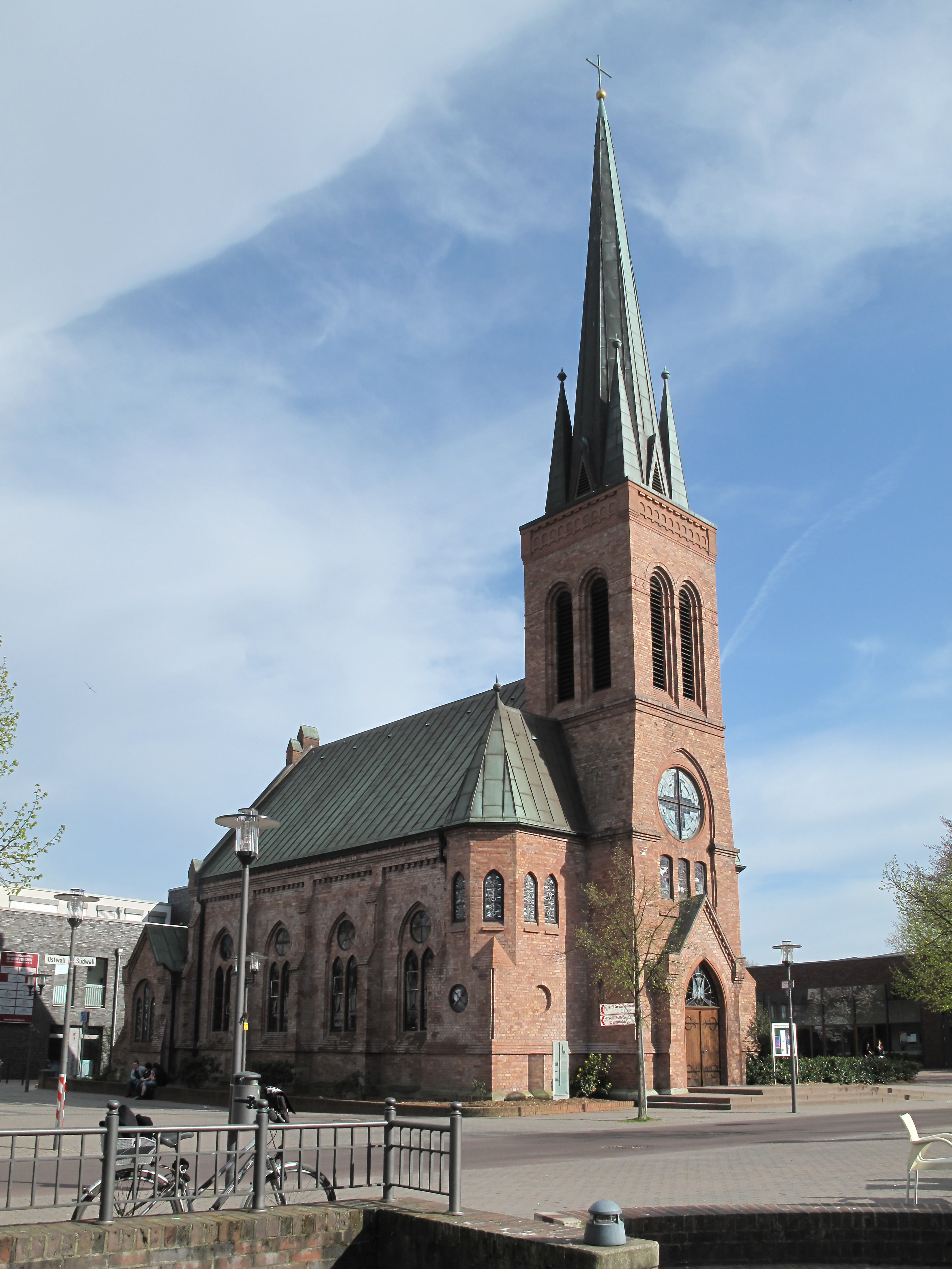
Dorsten, kerk
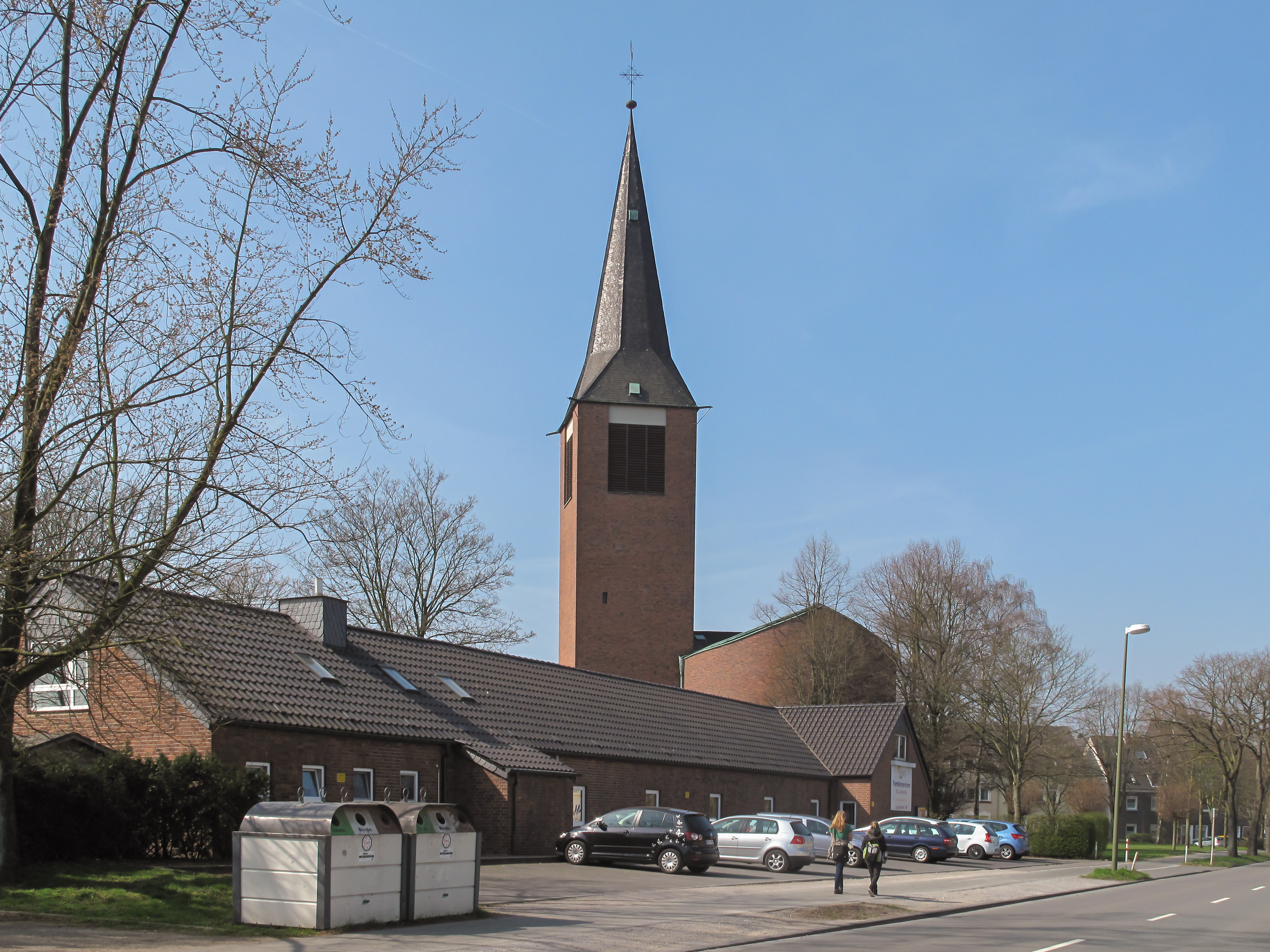
Dorsten, kerk in straatzicht
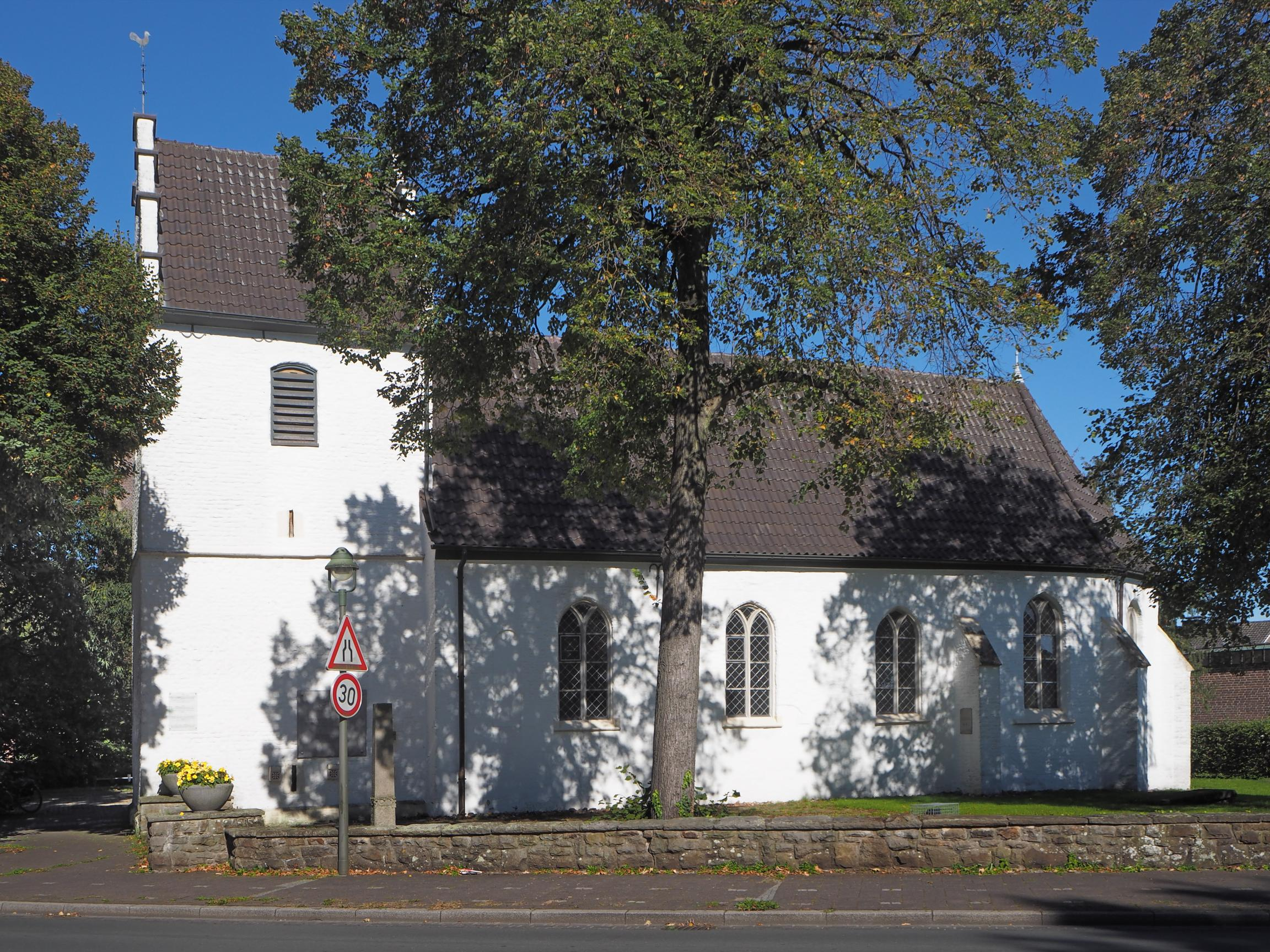
Oude Sint-Antoniuskerk, stadsdeel Holsterhausen
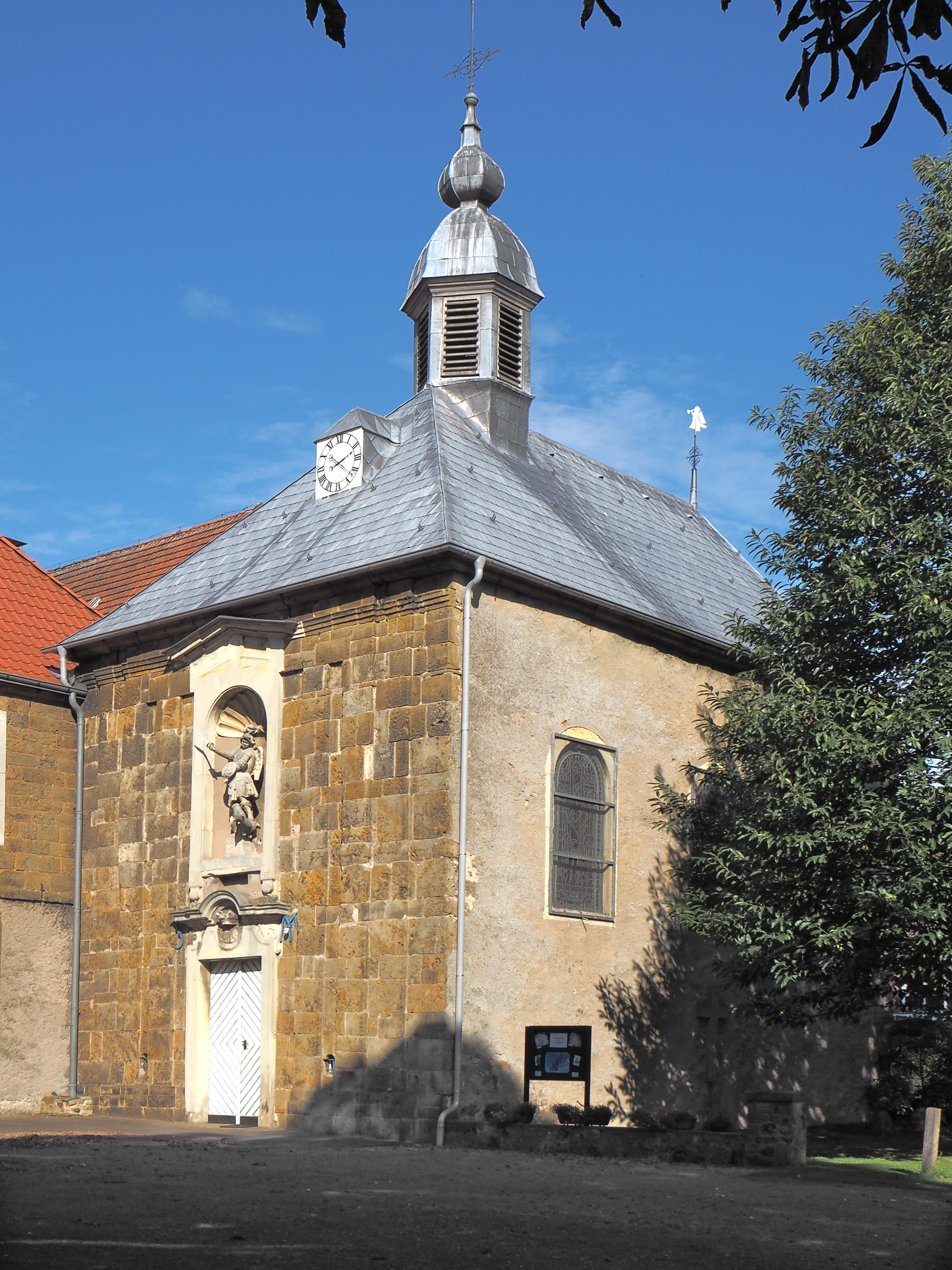
Lembeck, voormalige kloosterkapel
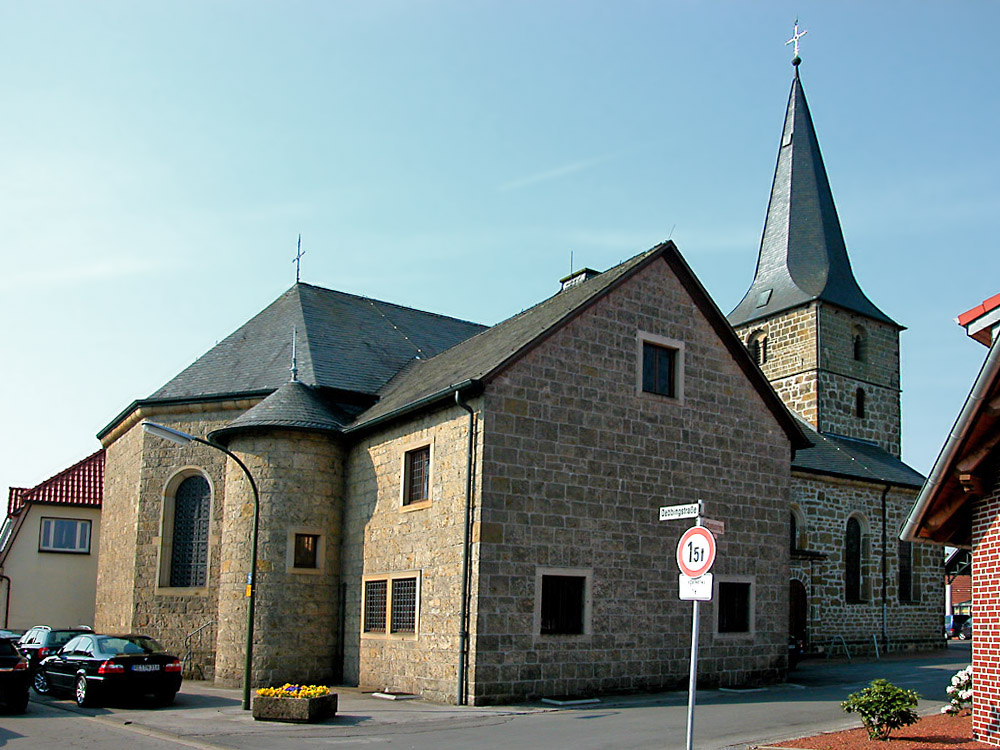
Rhade, Sint-Urbanuskerk (1841)
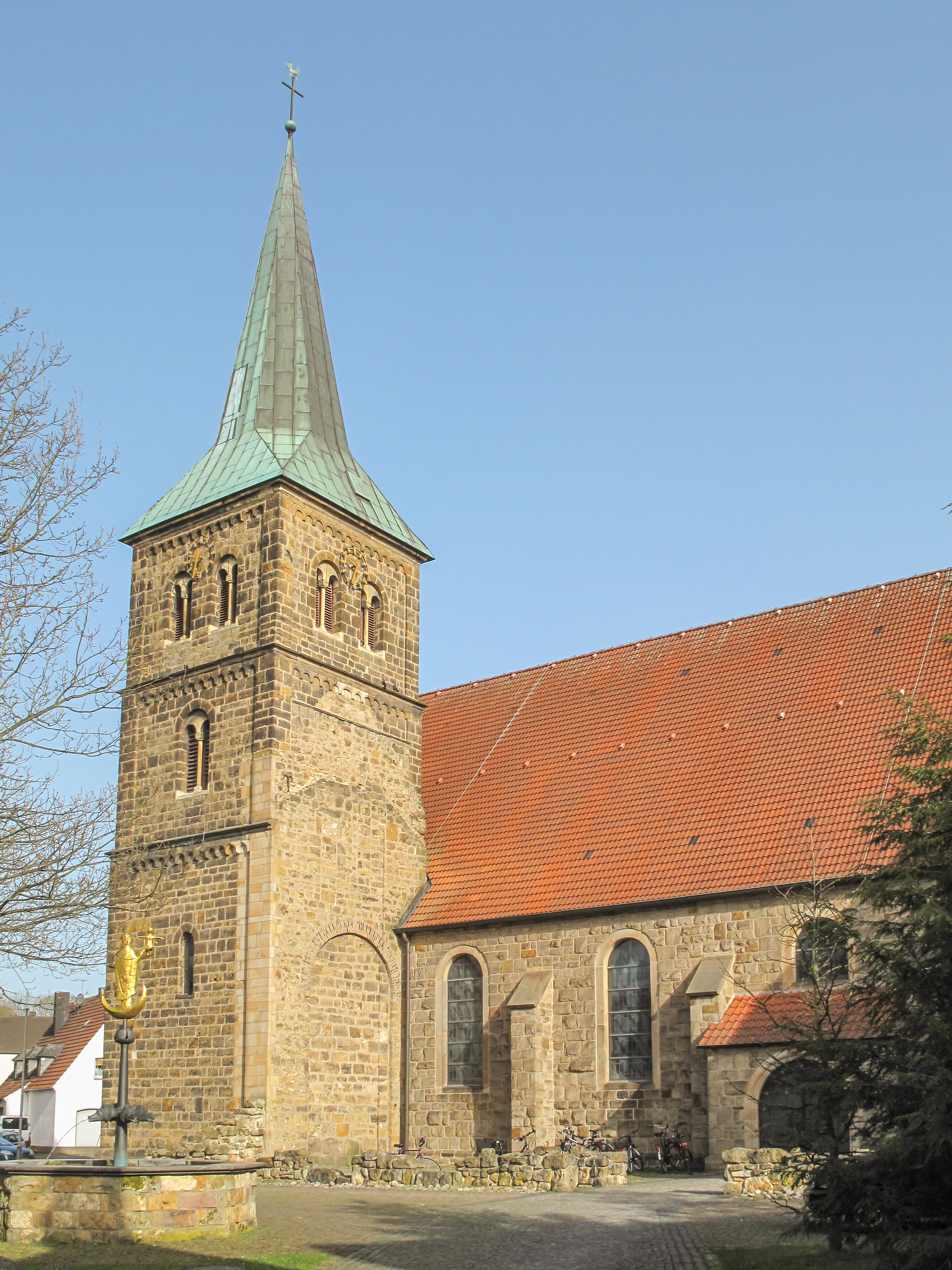
Wulfen, St. Mattheüskerk met Mariafontein
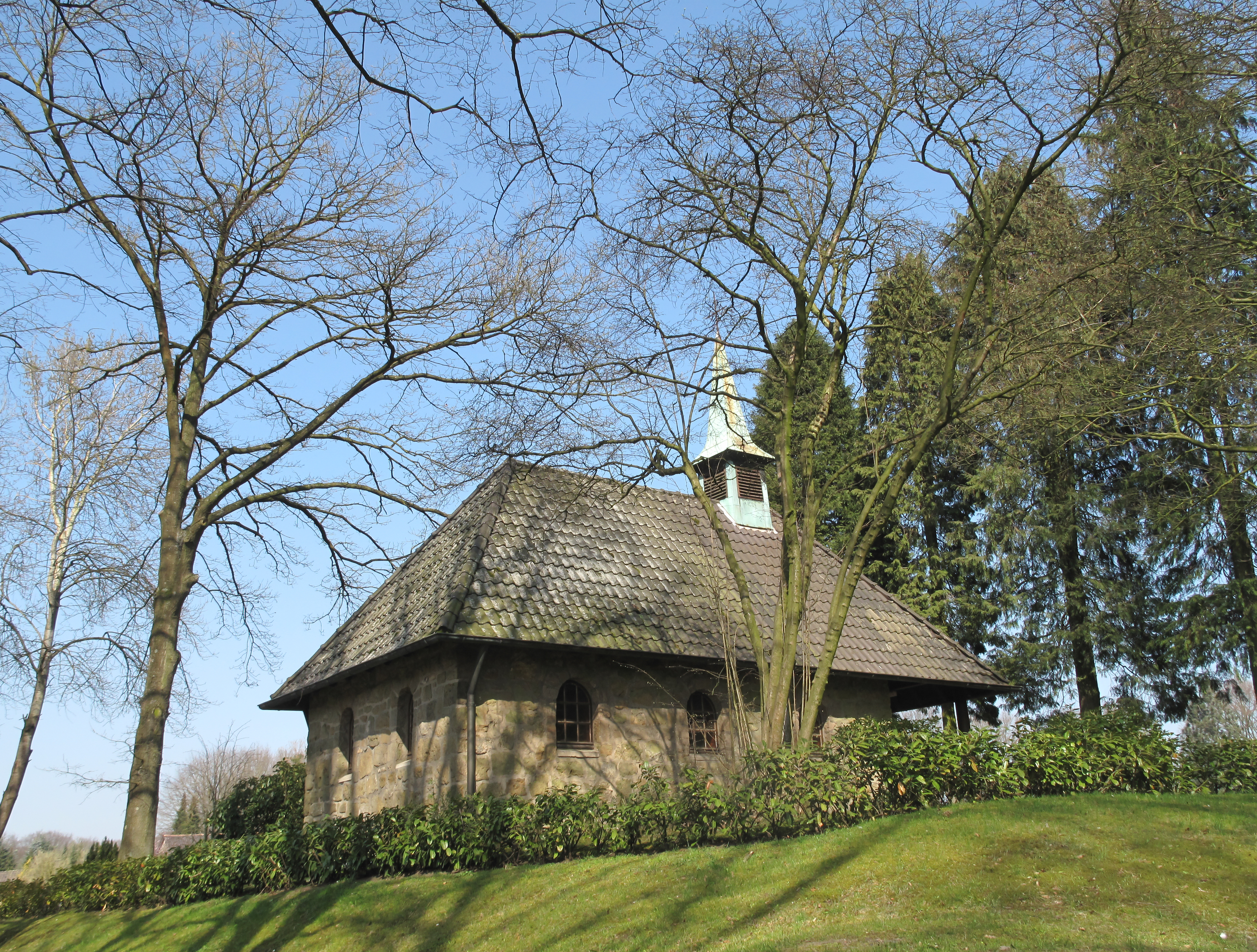
Wulfen, kapel
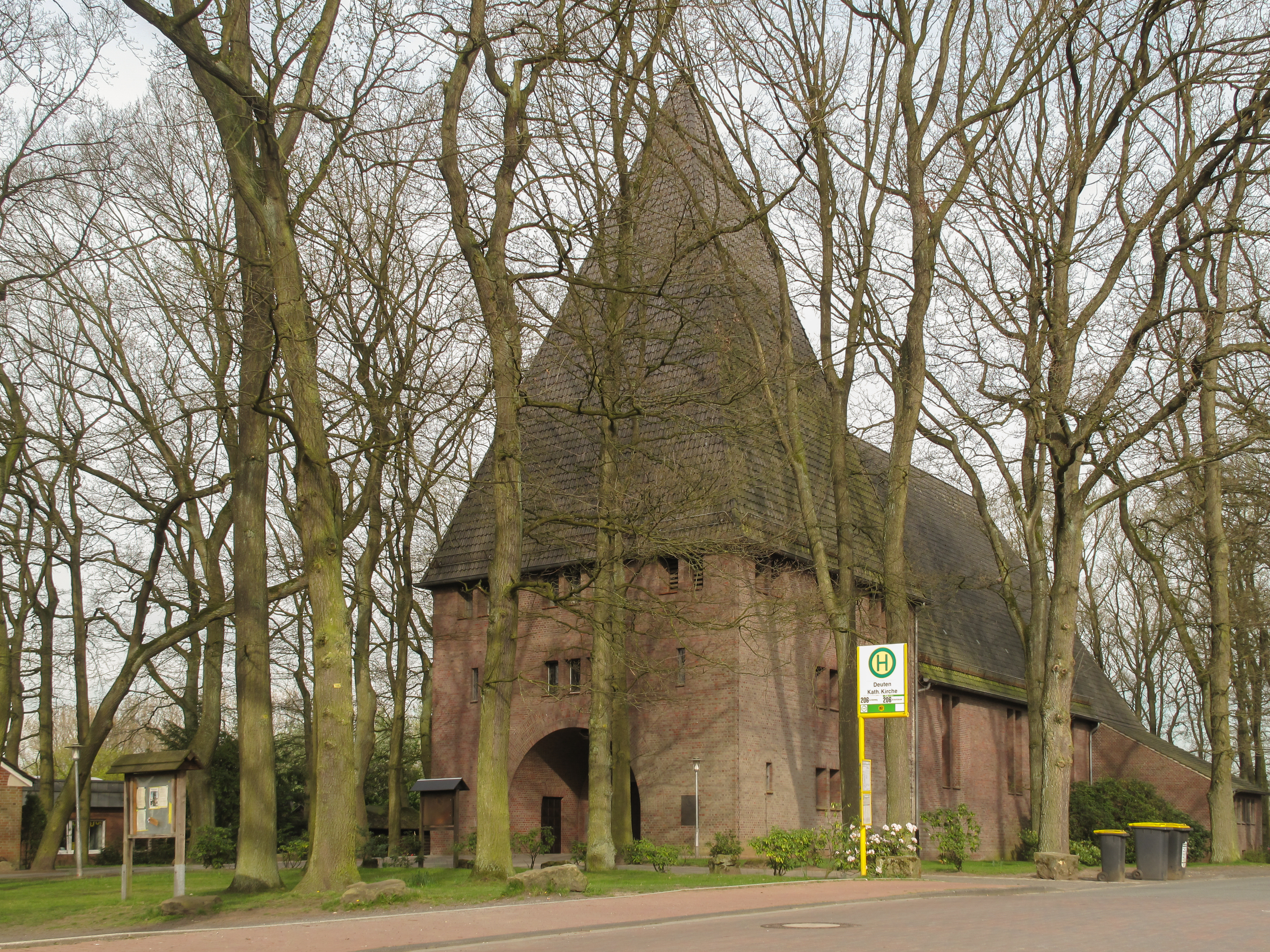
Deuten, kapel: Herz Jesu Kirche
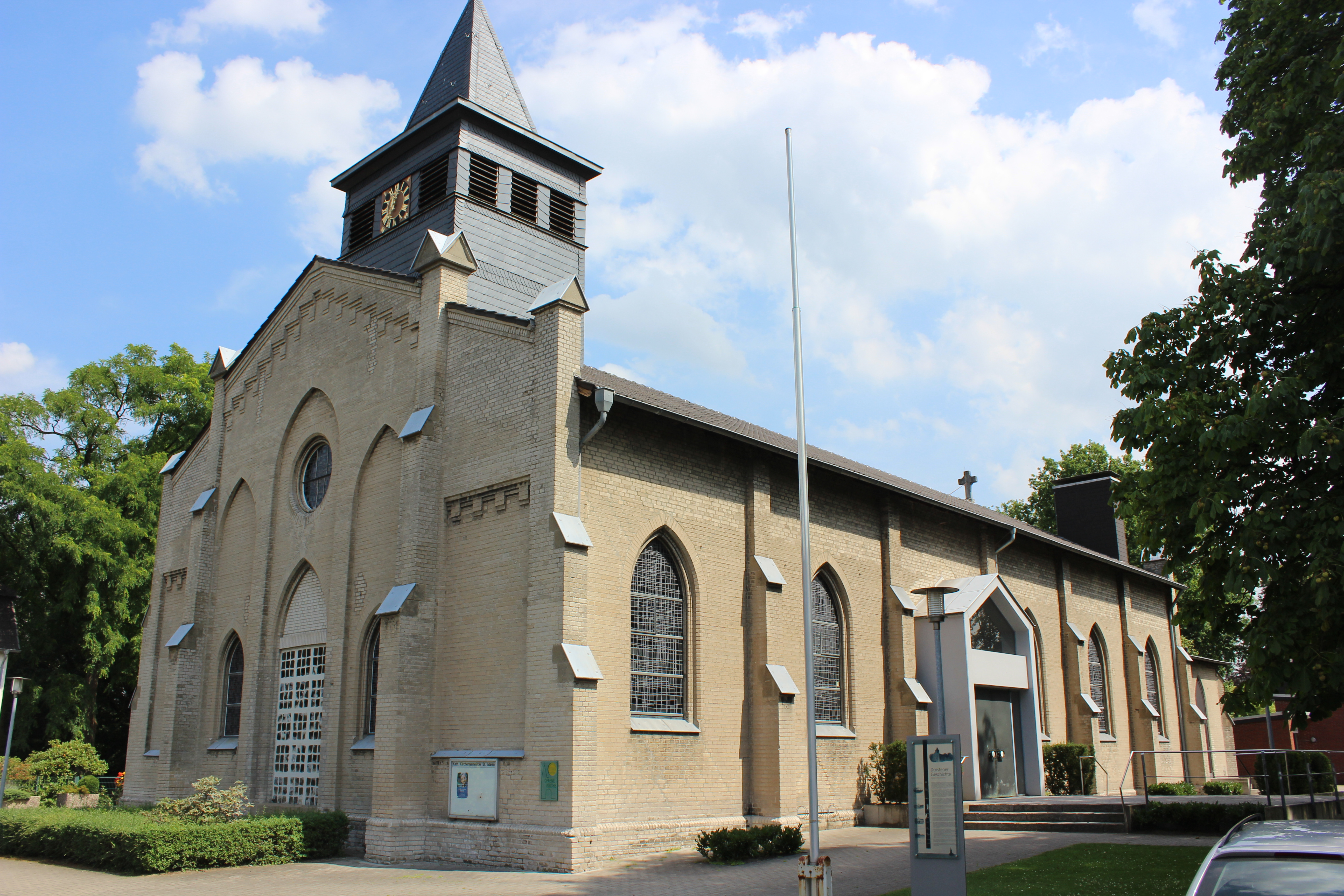
Mariakerk in stadsdeel Hervest (1910)

### Overige

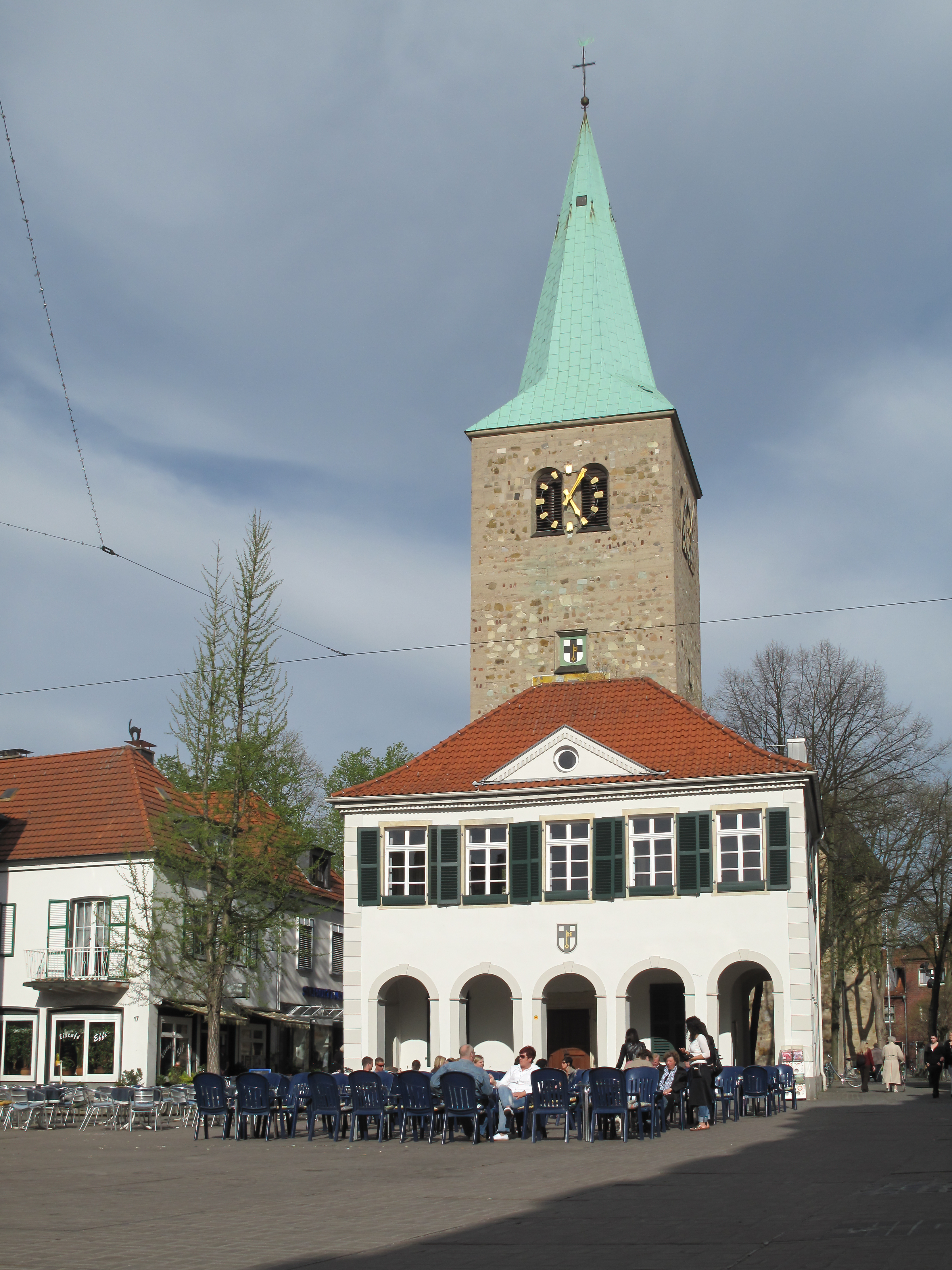
Dorsten, centrum met de St.- Agathakerk en het voormalige stadhuis
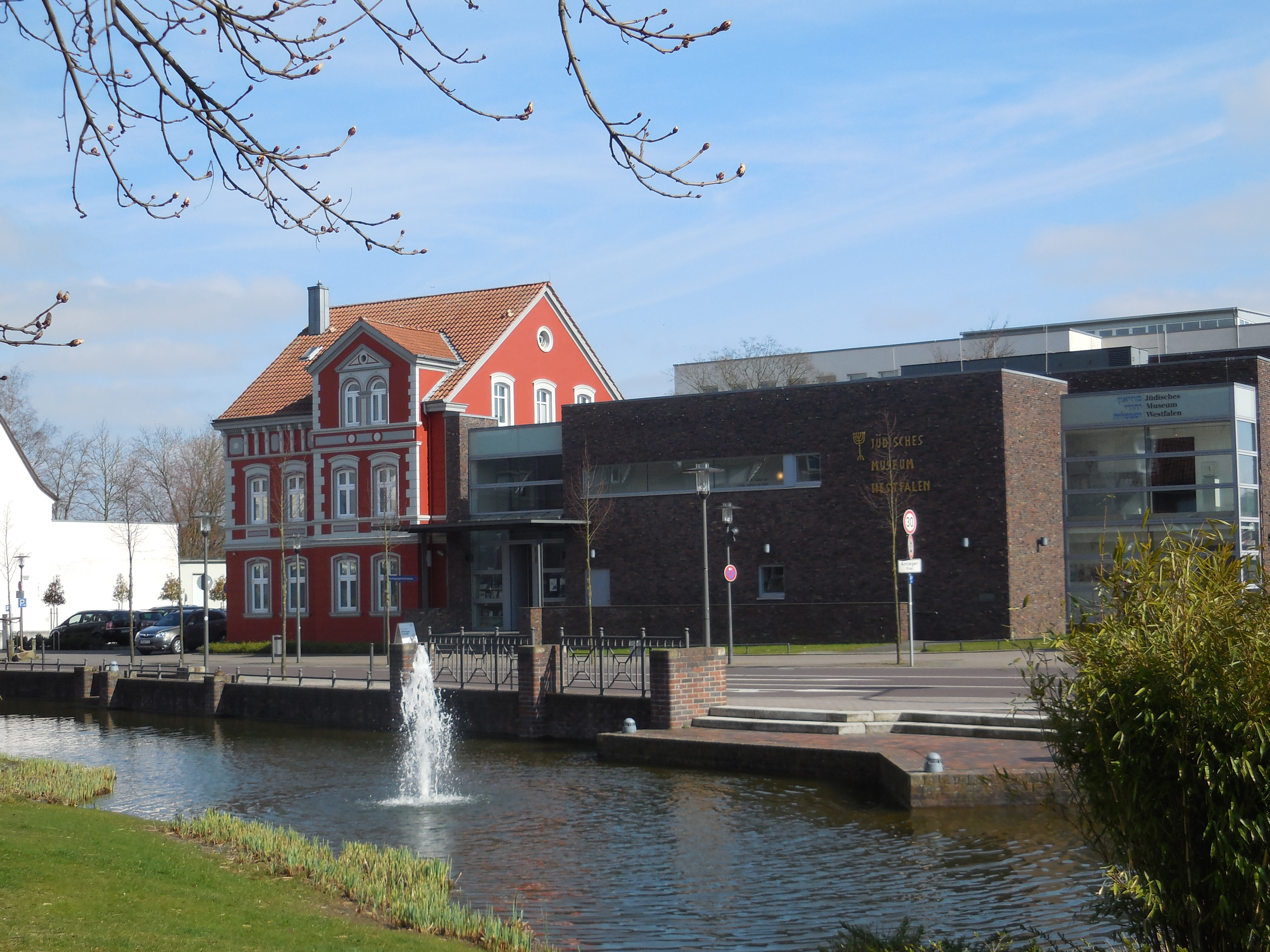
Joods Museum Westfalen
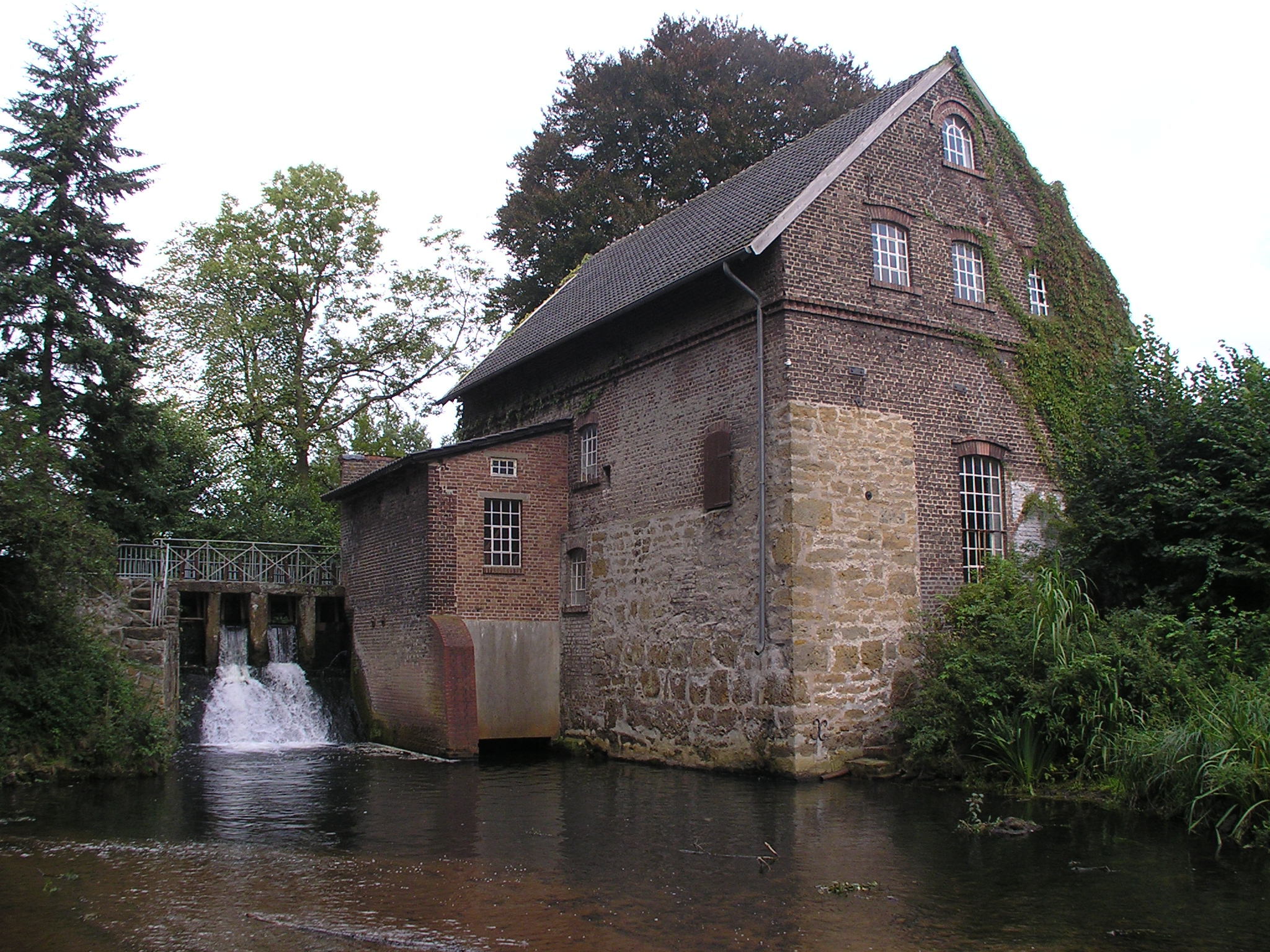
Deuten, Tüshaus-watermolen
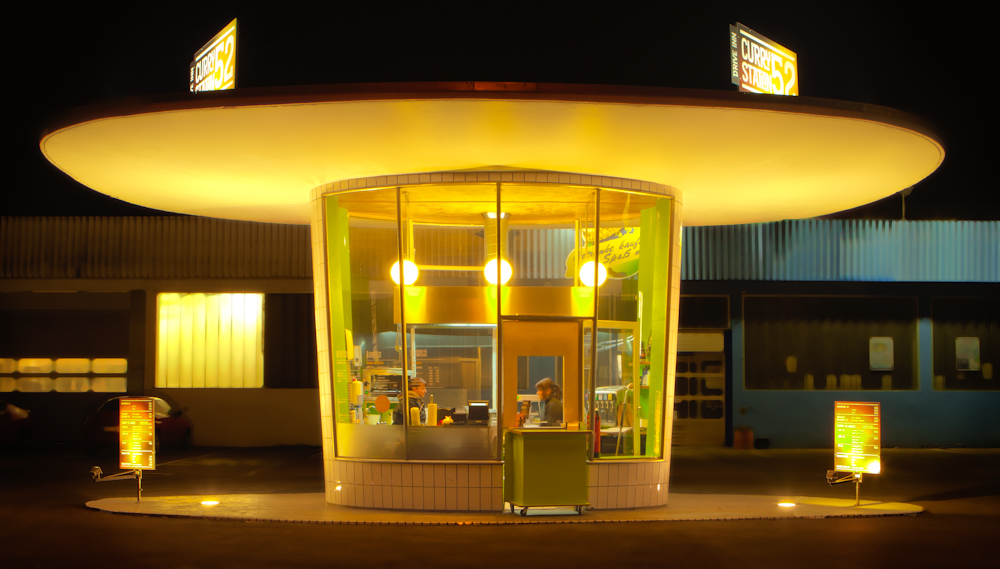
Voormalig benzinestation, nu snackbar, in Dorsten-Feldmark (onder monumentenzorg als bijzondere jaren-1950- architectuur)
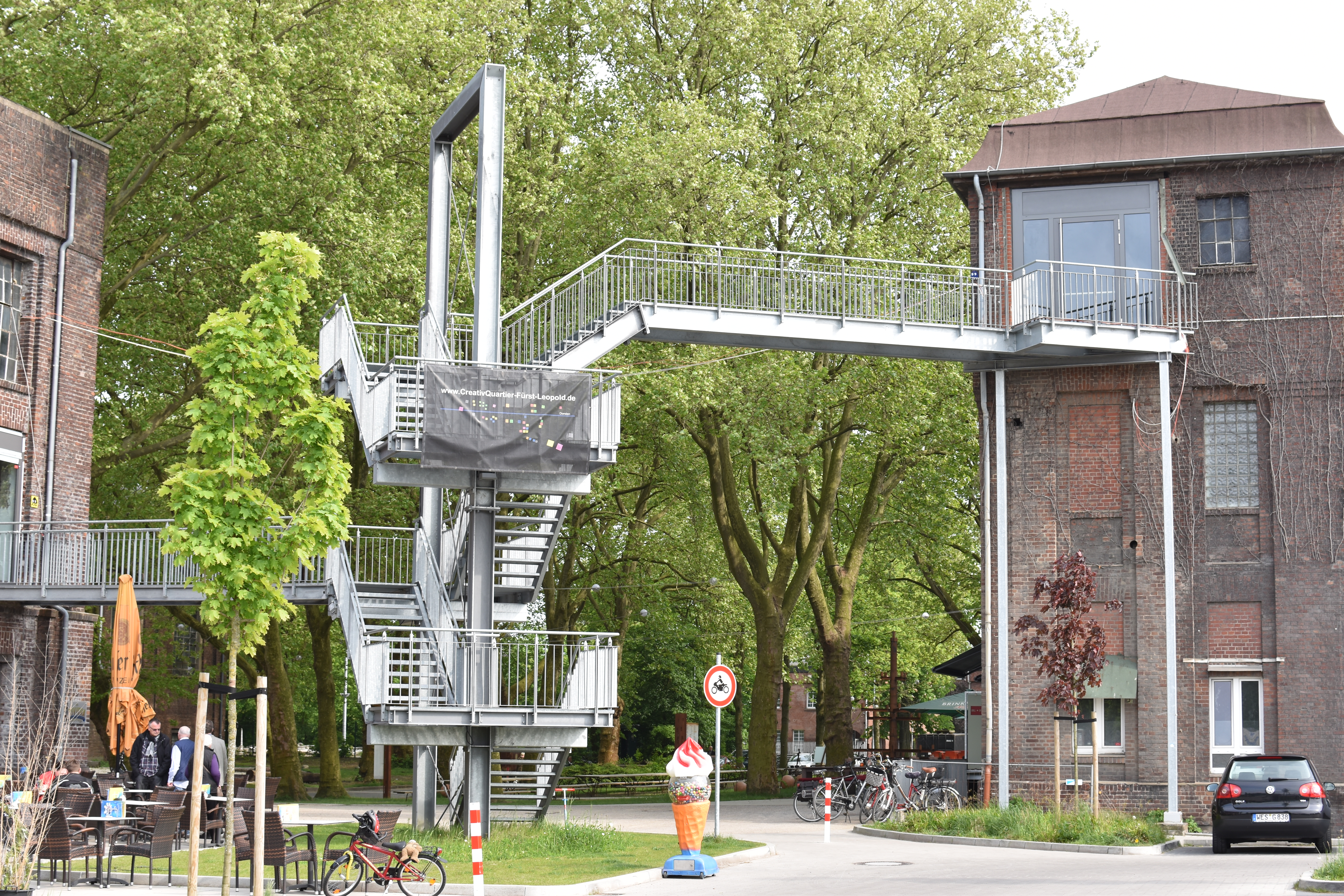
Trap naar de kunstenaarsateliers Creativquartier Fürst Leopold
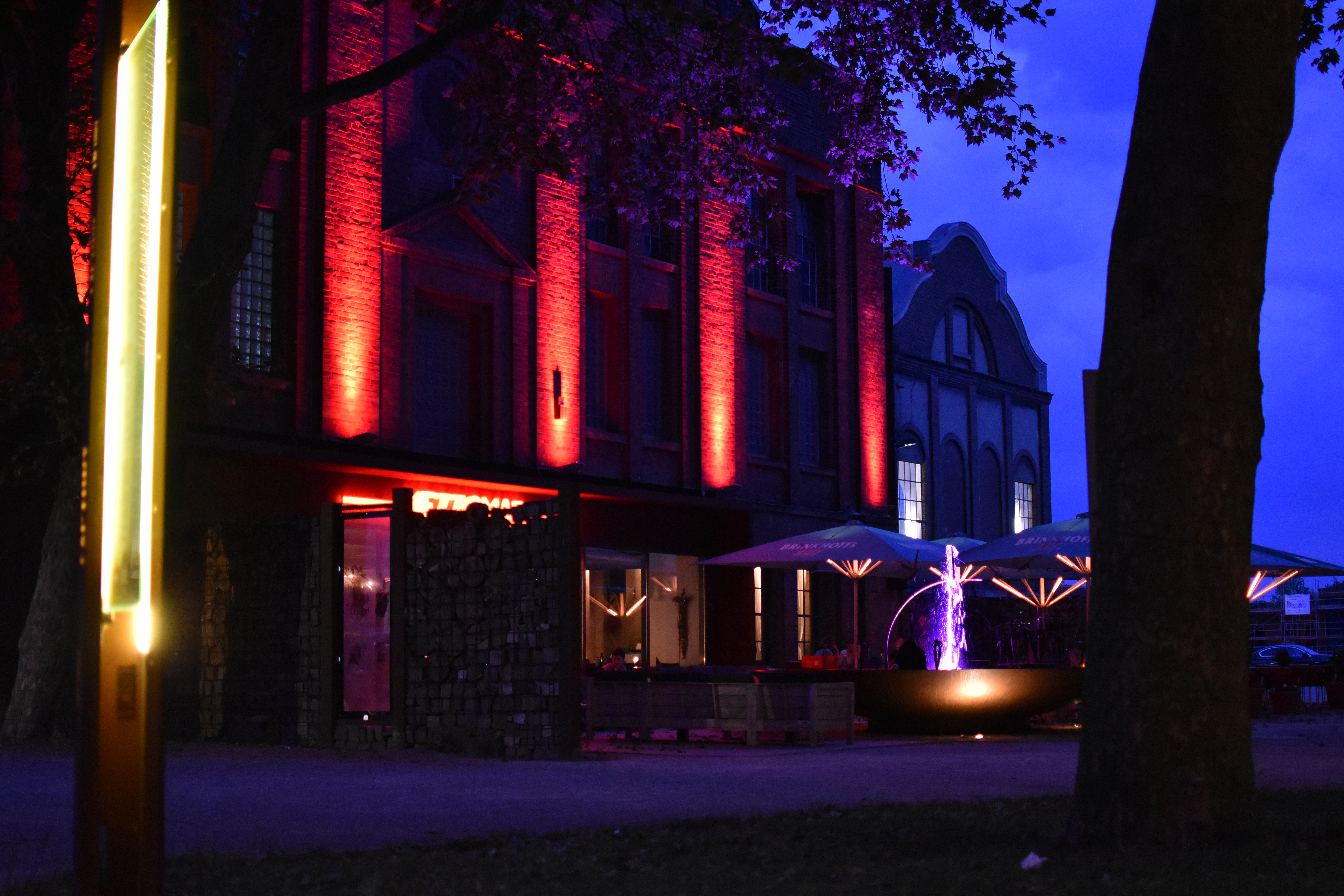
Creativquartier Fürst Leopold
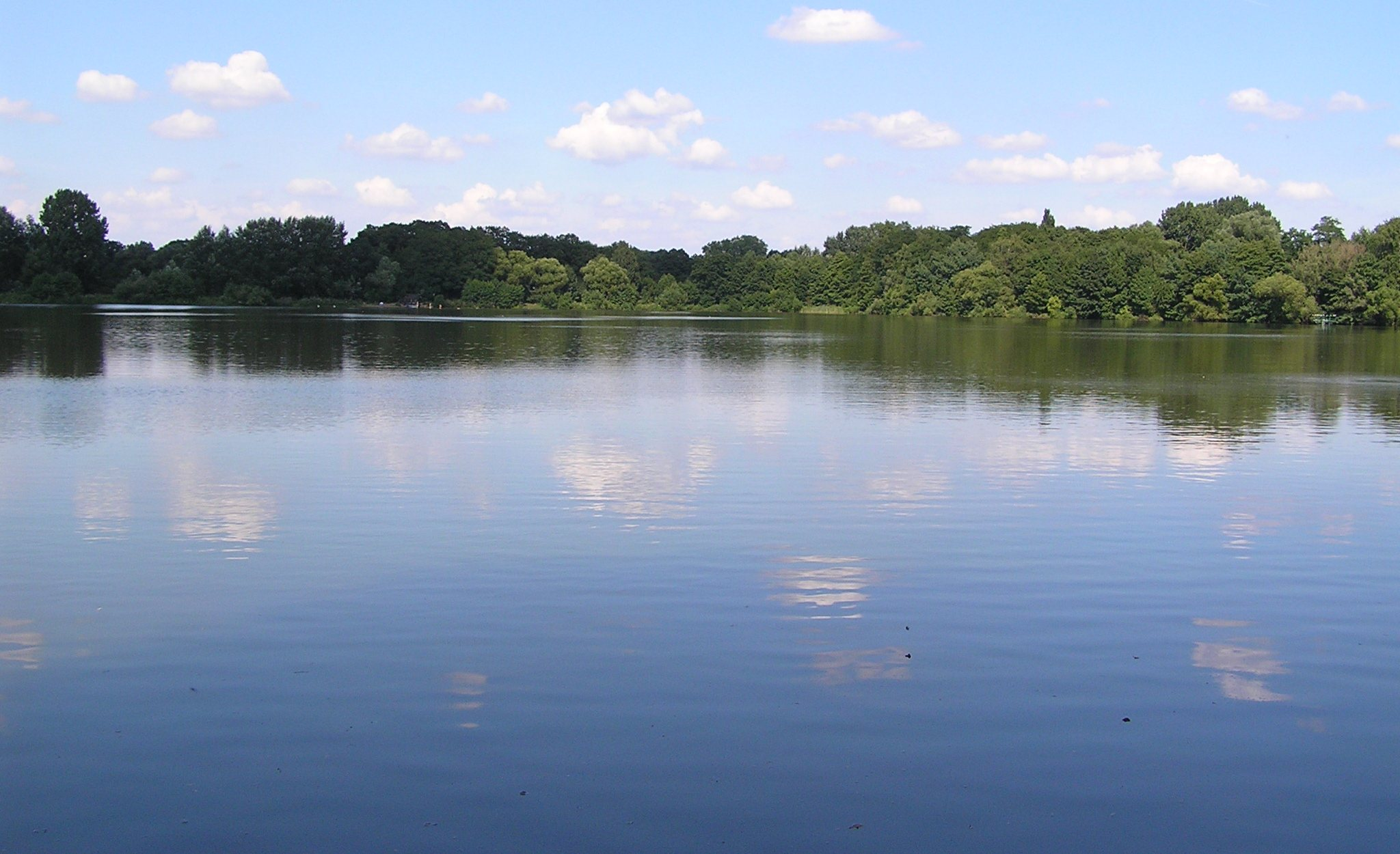
Blauer See